# 索吉尔斯
索吉尔斯（死于845，Thorgils，也被称为Turgeis、Tuirgeis、Turges和Thorgest）是公元9世纪时活跃于爱尔兰的维京人海盗头目。琳恩湖上的主要岛屿托尔吉修斯岛以他的名字命名。  
目前尚不清楚出现于爱尔兰编年史中的名字表示的是古诺斯语 Thurgestr，还是古丹麦语Thorgísl   。约翰·奥多诺万 和查尔斯·哈利迪两人经分别独立研究，认为索吉尔斯与朗纳尔·洛德布罗克为同一人，但该观点并未被学界普遍接受。 

## 生平
《阿尔斯特编年史》中有关其死亡的记载是仅存的有关索吉尔斯的可靠记录。在公元845年，他被Cholmáin家族的爱尔兰高王马尔·舍赫尼尔抓获。据记载，他在奥维利湖中被淹死。

## 相关阅读
- Charles-Edwards, T. M. (2006)  The Chronicle of Ireland,  translated texts for historians   (Liverpool: Liverpool University Press) ISBN 978-0853239598